# Olympische Sommerspiele 1964/Gewichtheben
Bei den XVIII. Olympischen Sommerspielen 1964 in Tokio fanden sieben Wettbewerbe im Gewichtheben statt. Austragungsort war die Stadthalle Shibuya (渋谷公会堂, Shibuya Kōkaidō) im Bezirk Shibuya. Die olympischen Wettbewerbe zählten gleichzeitig als Weltmeisterschaften für dieses Jahr.

## Bilanz

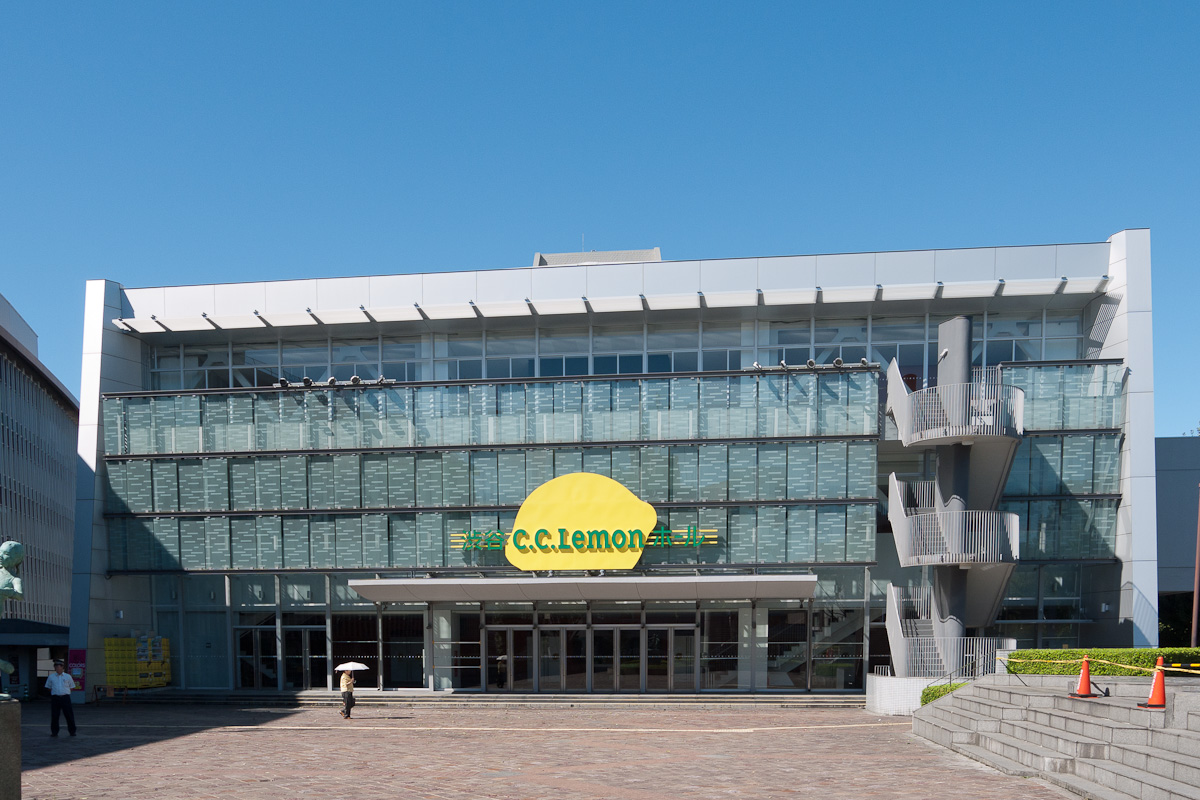
Stadthalle Shibuya

### Medaillenspiegel
| Platz | Land               | Gold | Silber | Bronze | Gesamt |
| ----- | ------------------ | ---- | ------ | ------ | ------ |
| 1     | Sowjetunion        | 4    | 3      | –      | 7      |
| 2     | Polen              | 1    | –      | 3      | 4      |
| 3     | Japan              | 1    | –      | 2      | 3      |
| 4     | Tschechoslowakei   | 1    | –      | –      | 1      |
| 5     | Ungarn             | –    | 2      | 1      | 3      |
| 6     | Vereinigte Staaten | –    | 1      | 1      | 2      |
| 7     | Großbritannien     | –    | 1      | –      | 1      |

### Medaillengewinner
| Konkurrenz          | Gold                 | Silber            | Bronze             |
| ------------------- | -------------------- | ----------------- | ------------------ |
| Bantamgewicht       | Alexei Wachonin      | Imre Földi        | Shirō Ichinoseki   |
| Federgewicht        | Yoshinobu Miyake     | Isaac Berger      | Mieczysław Nowak   |
| Leichtgewicht       | Waldemar Baszanowski | Wladimir Kaplunow | Marian Zieliński   |
| Mittelgewicht       | Hans Zdražila        | Wiktor Kurenzow   | Masushi Ōuchi      |
| Leichtschwergewicht | Rudolf Pljukfelder   | Géza Tóth         | Győző Veres        |
| Mittelschwergewicht | Wladimir Golowanow   | Louis Martin      | Ireneusz Paliński  |
| Schwergewicht       | Leonid Schabotinski  | Juri Wlassow      | Norbert Schemansky |

## Ergebnisse

### Bantamgewicht (bis 56 kg)
| Platz | Land | Sportler         | Gewicht (kg) |
| ----- | ---- | ---------------- | ------------ |
| 1     | URS  | Alexei Wachonin  | 357,5 (WR)   |
| 2     | HUN  | Imre Földi       | 355,0        |
| 3     | JPN  | Shirō Ichinoseki | 347,5        |
| 4     | POL  | Henryk Trębicki  | 342,5        |
| 5     | KOR  | Yang Mu-shin     | 340,0        |
| 6     | JPN  | Yukio Furuyama   | 335,0        |
| 7     | KOR  | Yu In-ho         | 335,0        |
| 8     | GUI  | Martin Dias      | 335,0        |
| 9     | HUN  | Róbert Nagy      | 330,0        |
| 10    | IRN  | Rajabi Eslami    | 330,0        |

Datum: 11. Oktober 1964, 10:00 Uhr 

24 Teilnehmer aus 18 Ländern

### Federgewicht (bis 60 kg)

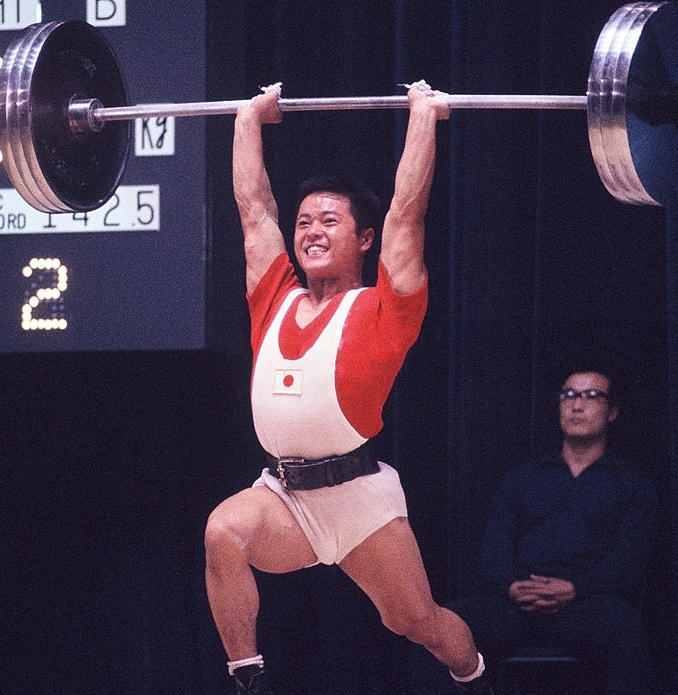
Hiroshi Fukuda

| Platz | Land | Sportler             | Gewicht (kg) |
| ----- | ---- | -------------------- | ------------ |
| 1     | JPN  | Yoshinobu Miyake     | 397,5 (WR)   |
| 2     | USA  | Isaac Berger         | 382,5        |
| 3     | POL  | Mieczysław Nowak     | 377,5        |
| 4     | JPN  | Hiroshi Fukuda       | 375,0        |
| 5     | ITA  | Sebastiano Mannironi | 370,0        |
| 6     | KOR  | Kim Hae-nam          | 367,5        |
| 7     | POL  | Rudolf Kozłowski     | 357,5        |
| 8     | VAR  | Hosni Abbas          | 342,5        |
| 9     | PAN  | Ildefonso Lee        | 340,0        |
| 10    | MAS  | Chung Kum Weng       | 335,0        |
| 11    | EUA  | Martin Eberle        | 335,0        |

Datum: 12. Oktober 1964, 10:00 Uhr 

22 Teilnehmer aus 20 Ländern

### Leichtgewicht (bis 67,5 kg)
| Platz | Land | Sportler             | Gewicht (kg) |
| ----- | ---- | -------------------- | ------------ |
| 1     | POL  | Waldemar Baszanowski | 432,5 (WR)   |
| 2     | URS  | Wladimir Kaplunow    | 432,5 (WR)   |
| 3     | POL  | Marian Zieliński     | 420,0        |
| 4     | USA  | Tony Garcy           | 412,5        |
| 5     | TCH  | Zdeněk Otáhal        | 400,0        |
| 6     | JPN  | Hiroshi Yamazaki     | 397,5        |
| 7     | IRN  | Parviz Jalayer       | 395,0        |
| 8     | EUA  | Alfred Kornprobst    | 385,0        |
| 9     | VAR  | Saleh Hussain        | 382,5        |
| 10    | IRQ  | Mahmoud Rashid       | 367,5        |
|       |      |                      |              |
| 14    | SUI  | Philippe Lab         | 360,0        |

Datum: 13. Oktober 1964, 10:00 Uhr 

20 Teilnehmer aus 18 Ländern
Baszanowski erhielt die Goldmedaille aufgrund seines geringeren Körpergewichts zugesprochen.

### Mittelgewicht (bis 75 kg)

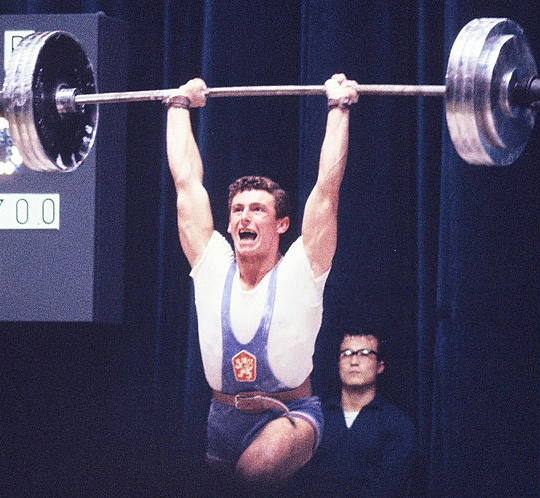
Hans Zdražila

| Platz | Land | Sportler           | Gewicht (kg) |
| ----- | ---- | ------------------ | ------------ |
| 1     | TCH  | Hans Zdražila      | 445,0 (WR)   |
| 2     | URS  | Wiktor Kurenzow    | 440,0        |
| 3     | JPN  | Masushi Ōuchi      | 437,5        |
| 4     | KOR  | Lee Jong-sup       | 432,5        |
| 5     | JPN  | Sadahiro Miwa      | 422,5        |
| 6     | HUN  | Mihály Huszka      | 420,0        |
| 7     | FRA  | Rolf Maier         | 417,5        |
| 8     | BUL  | Welitschko Konarow | 415,0        |
| 9     | PUR  | Víctor Ángel Pagán | 415,0        |
| 10    | IRQ  | Mohammed Nadum     | 407,5        |
|       |      |                    |              |
|       | EUA  | Werner Dittrich    | DNF          |

Datum: 14. Oktober 1964, 10:00 Uhr 

19 Teilnehmer aus 17 Ländern

### Halbschwergewicht (bis 82,5 kg)
| Platz | Land | Sportler           | Gewicht (kg) |
| ----- | ---- | ------------------ | ------------ |
| 1     | URS  | Rudolf Pljukfelder | 475,0 (OR)   |
| 2     | HUN  | Géza Tóth          | 467,5        |
| 3     | HUN  | Győző Veres        | 467,5        |
| 4     | POL  | Jerzy Kaczkowski   | 457,5        |
| 5     | USA  | Gary Cleveland     | 455,0        |
| 6     | KOR  | Lee Hyung-woo      | 452,5        |
| 7     | FIN  | Kaarlo Kangasniemi | 450,0        |
| 8     | EUA  | Karl Arnold        | 440,0        |
| 9     | FIN  | Jaakko Kailajärvi  | 435,0        |
| 10    | GBR  | Sylvanus Blackman  | 427,5        |
|       |      |                    |              |
| 18    | AUT  | Gerhard Hastik     | 397,5        |

Datum: 16. Oktober 1964, 10:00 Uhr 

24 Teilnehmer aus 21 Ländern

### Mittelschwergewicht (bis 90 kg)
| Platz | Land | Sportler           | Gewicht (kg) |
| ----- | ---- | ------------------ | ------------ |
| 1     | URS  | Wladimir Golowanow | 487,5 (WR)   |
| 2     | GBR  | Louis Martin       | 475,0        |
| 3     | POL  | Ireneusz Paliński  | 467,5        |
| 4     | USA  | Bill March         | 467,5        |
| 5     | ROM  | Lazăr Baroga       | 460,0        |
| 6     | HUN  | Arpad Nemessanyi   | 460,0        |
| 7     | FIN  | Jouni Kailajärvi   | 452,5        |
| 8     | BUL  | Petar Tatschew     | 445,0        |
| 9     | CAN  | John Lewis         | 440,0        |
| 10    | AUT  | Kurt Herbst        | 437,5        |
|       |      |                    |              |
| 14    | EUA  | Norbert Fehr       | 410,0        |

Datum: 17. Oktober 1964, 10:00 Uhr 

19 Teilnehmer aus 18 Ländern

### Schwergewicht (über 90 kg)
| Platz | Land | Sportler                | Gewicht (kg) |
| ----- | ---- | ----------------------- | ------------ |
| 1     | URS  | Leonid Schabotinski     | 572,5 (WR)   |
| 2     | URS  | Juri Wlassow            | 570,0        |
| 3     | USA  | Norbert Schemansky      | 537,5        |
| 4     | USA  | Gary Gubner             | 512,5        |
| 5     | HUN  | Károly Ecser            | 507,5        |
| 6     | VAR  | Mohamed Mahmoud Ibrahim | 495,0        |
| 7     | BUL  | Iwan Wesselinow         | 490,0        |
| 8     | KOR  | Hwang Ho-dong           | 482,5        |
| 9     | NZL  | Don Oliver              | 480,0        |
| 10    | BEL  | Serge Reding            | 477,5        |
| 11    | EUA  | Manfred Rieger          | 475,0        |
|       |      |                         |              |
| 18    | AUT  | Udo Querch              | 442,5        |

Datum: 18. Oktober 1964, 10:00 Uhr 

21 Teilnehmer aus 19 Ländern